# BBC Food
BBC Food var BBCs internationale TV-kanal om mad. Kanalen blev lanceret i juni 2002 og var tilgængelig i Afrika og Skandinavien. Den var ejet af BBC Worldwide. BBC Food sendte programmer om mad frem for andre BBC kanaler der også sender underholdning. Kanalen stoppede i 2008 og blev erstattet af BBC Lifestyle.
Kokke der har optrådt på kanalen inkluderer:
- Antonio Carluccio
- Sophie Grigson
- Ainsley Harriott
- Ken Hom
- Madhur Jaffrey
- Nigella Lawson
- James Martin
- Jamie Oliver
- Gary Rhodes
- Delia Smith
- Rick Stein
- Antony Worrall Thompson